# Ley de Confirmación de Fueros de 1839
La Ley de Confirmación de Fueros de 25 de octubre de 1839 (Gaceta de Madrid, 26 de octubre de 1839) fue una ley española aprobada durante la Regencia de María Cristina de Borbón. Respondía al compromiso adquirido por el general «isabelino» Baldomero Espartero con el general carlista Rafael Maroto en el llamado «Abrazo de Vergara» ―que puso fin a la primera guerra carlista en el País Vasco y en Navarra― de respetar el  régimen foral de estos territorios, los únicos de la Monarquía de España que tras los Decretos de Nueva Planta de Felipe V (1707-1714) tenían unas leyes e instituciones propias.
La interpretación de la ley de 1839 dio lugar a una gran controversia, llegándose a un acuerdo en Navarra con la aprobación de la «ley paccionada» de 1841, pero no así en Vizcaya, Álava y Guipúzcoa que vivieron una situación indefinida hasta que sus respectivos fueros fueron abolidos por la Ley de 21 de julio de 1876 aprobada a propuesta del gobierno liberal-conservador de Antonio Cánovas del Castillo, en los inicios del reinado de Alfonso XII.
Cincuenta y cinco años después, Sabino Arana, el fundador del nacionalismo vasco, considerará la ley de 1839 como la que puso fin a la «independencia» de Álava, Guipúzcoa, Vizcaya y Navarra, hasta entonces, según Arana, Estados independientes de España y entre sí. Sin embargo, el mismo Arana reconocía que los vizcaínos de principios del siglo XIX no habían sido conscientes de esa supuesta independencia. En realidad, su consideración como «provincias» se remontaba al siglo XV.

## Antecedentes

### Los fueros vascos y navarros entre 1714 y 1839
Tras la aprobación de los Decretos de Nueva Planta (1707-1714) que pusieron fin a las instituciones y leyes propias de los Estados de la Corona de Aragón, las provincias de Álava y de Guipúzcoa, el Señorío de Vizcaya y el Reino de Navarra fueron los únicos territorios de España que las mantuvieron al no haberse rebelado contra Felipe V, durante la Guerra de sucesión española. Cada uno de los cuatro territorios poseían sus propios fueros pero tenían unas corporaciones representativas similares (Juntas Generales de Álava, Juntas Generales de Guipúzcoa, Juntas Generales de Vizcaya y Cortes de Navarra; Diputaciones forales), y también gozaban de amplias exenciones fiscales y militares («no se contribuía a la Hacienda ni había obligación de enviar regularmente hombres al servicio de armas», ha afirmado Luis Castells), así como un régimen económico de libre comercio al estar situadas las aduanas en el límite con Castilla y Aragón. Asimismo, poseían la prerrogativa del «pase foral», «que les permitía ciertas salvaguardas de injerencias normativas externas», según Castells («era una especie de veto suspensivo interpuesto por las Juntas vascongadas o las Cortes navarras a aquellas medidas de la Corona consideradas contrafuero para tratar de impedir su aplicación», ha afirmado José Luis de la Granja), y además contaban «con un conjunto amplio de principios jurídicos de carácter público y privado», ha afirmado también Castells.
A lo largo del siglo XVIII las tensiones entre estas denominadas provincias exentas y la Monarquía absoluta de los Borbones fueron en aumento pues sus «privilegios» chocaban con el modelo de Estado centralizado que estaba construyendo la nueva dinastía tras los Decretos de Nueva Planta. En la defensa de la «foralidad» destacó el jesuita guipuzcoano Manuel Larramendi que habló de la existencia de la «nación vascongada» como la «primitiva pobladora de España» y llegó a imaginar la posibilidad de crear un Estado vasco, que incluiría también a las «provincias» francesas y que por esta razón llevaría por nombre Provincias Unidas del Pirineo, «al modo holandés», por lo que el nacionalismo vasco lo considerará más de un siglo después como un precursor ideológico de Sabino Arana. Larramendi escribió en Sobre los fueros de Guipúzcoa:

¿Qué razón hay para que la nación vascongada, la primitiva pobladora de España…, qué razón hay vuelvo a decir, para que esta nación privilegiada y del más noble origen, no sea nación aparte, nación para sí, nación exenta e independiente de las demás?

Sin embargo, este mismo autor, que defendía radicalmente la monarquía de España, no abogaba en realidad por la independencia de las provincias vascas, sino por la continuidad de su unión con Castilla:

¡A Castilla, guipuzcoanos, a Castilla! En 556 años está muy arraigado nuestro amor, trato y correspondencia con Castilla, para que se desarraigue y desprenda fácilmente con cualquier desaire o bofetada.

En la última década del siglo XVIII el favorito Manuel Godoy se planteó la conveniencia de derogar los fueros, a raíz del intento de la Diputación Foral de Guipúzcoa de alcanzar un pacto foral con la República Francesa, en el curso de la Guerra de la Convención (1793-1795) en que Guipúzcoa fue ocupada por las tropas francesas, tras haber proclamado la independencia su Junta General reunida en Guetaria. El proyecto de Godoy no llegó a concretarse pero a principios del siglo XIX el favorito del rey Carlos IV intentó suprimir la exención militar del Señorío de Vizcaya, lo que provocó la revuelta popular conocida como la Zamacolada (1804-1805). Y al mismo tiempo Godoy propició la publicación de obras que pusiesen en cuestión la interpretación que hacían de los fueros las instituciones vascas y navarras ―y que estaba sólidamente arraigada entre las élites sociales desde el siglo XVII― que los consideraban el resultado de un «pacto» con la Corona y no como meros privilegios otorgados por esta. Destacaron el Diccionario geográfico-histórico de España de la Real Academia de la Historia (1802) y las Noticias históricas de las tres Provincias Vascongadas (1806-1808) del canónigo Juan Antonio Llorente. Años más tarde a Llorente le responderá Pedro Novia de Salcedo con su Defensa histórica, legislativa y económica del Señorío de Vizcaya y provincias de Álava y Guipúzcoa (escrita en 1829, no se publicó hasta 1851).
Durante la Guerra de la Independencia Española (1808-1814), el senador vascofrancés Dominique Joseph Garat le planteó a Napoleón la constitución de un Estado vasco satélite del Imperio francés que estaría integrado por las provincias vascas españolas y francesas y que llevaría por nombre Nueva Fenicia (al creer Garat que la lengua y la cultura vascas derivaban de los fenicios). Napoleón no le hizo ningún caso aunque sustrajo a Vizcaya (que englobaba también a Álava y Guipúzcoa) y a Navarra del gobierno de su hermano José I Bonaparte. Creyéndola igual al espíritu del Fuero, la Constitución española de 1812 aprobada por las Cortes de Cádiz fue aceptada en las Provincias Vascongadas. Sin embargo, después perdió la simpatías de la mayoría, se acentuaron las reservas de las Juntas respecto a ella y comenzó a ser el símbolo del liberalismo español. Por otro lado, la Constitución no contemplaba privilegios especiales para las provincias vascongadas, por lo que se entendía que quedaban abolidos como las demás instituciones del Antiguo Régimen. De hecho, durante el Trienio Liberal hubo sectores sociales vascos y navarros que se negaron a jurarla y se sumaron a las filas realistas, aunque no esgrimieron la causa foral como argumento para sumarse a la «contrarrevolución». Lo mismo sucederá cuando, tras la muerte de Fernando VII en 1833, estalle la primera guerra carlista, durante la cual el País Vasco y Navarra constituirán su principal teatro de operaciones. Habrá una minoría de vascos y de navarros que luchen del lado liberal «isabelino», fundamentalmente los habitantes de las ciudades ―singularmente Bilbao y San Sebastián―, y una mayoría, los sectores rurales, del lado absolutista «carlista», sin que de nuevo la cuestión foral aparezca entre los motivos de su levantamiento.

### El «Abrazo de Vergara»

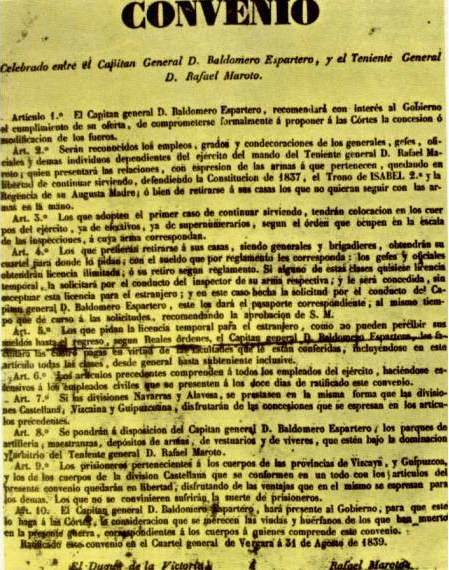
Pasquín con el texto del Convenio de Vergara.

Fue en la última etapa de la primera guerra carlista (1833-1840) cuando los partidarios de don Carlos sumaron a su causa ―sintetizada en el lema «Dios, Patria, Rey»― la defensa de los fueros vascos y navarros sobre todo después de que el gobierno liberal progresista de Madrid, tras la aprobación de la Constitución española de 1837 (que como la de 1812 tampoco contemplaba los fueros), hubiera suprimido las Diputaciones forales por decreto de 19 de septiembre de 1837. Por su parte los liberales del Partido Moderado, opuesto al Partido Progresista, apoyaron la alternativa de Paz y Fueros de José Antonio Muñagorri que proponía quitarle a los carlistas la bandera de los fueros y poner fin así a la guerra.
La idea de Paz y Fueros estuvo detrás del llamado «abrazo de Vergara» que en agosto de 1839 se dieron el general Baldomero Espartero, jefe de las fuerzas «isabelinas», y el general carlista Rafael Maroto, y que puso fin a la guerra civil en el País Vasco y en Navarra. En el artículo 1º del Convenio de Vergara acordado por los dos generales, se decía que «el Capitán general D. Baldomero Espartero, recomendará con interés al Gobierno el cumplimiento de su oferta, de comprometerse formalmente á proponer a las Cortes la concesión o modificación de los fueros» vascos y navarros. Dos años antes, en la «proclama de Hernani»  de 19 de mayo de 1837, Espartero ya había garantizado a los vascos el disfrute de sus fueros: «Yo os aseguro que estos fueros que habéis temido perder, os serán conservados, y que jamás se ha pensado despojaros de ellos».

## La ley
Dos meses después del «Abrazo de Vergara» las Cortes aprobaron la que sería conocida como la Ley de Confirmación de Fueros de 25 de octubre de 1839, que efectivamente reconocía los fueros vascos y navarros, pero añadiendo la acotación «sin perjuicio de la unidad jurisdiccional de la Monarquía», lo que dará lugar a una gran controversia. Como ha señalado Luis Castells la ley «se prestaba a equívocos» porque «admitía diversas lecturas». «Los partidarios del statu quo tanto en los medios vascos como gubernamentales pusieron el acento en la parte que hablaba de que se confirman los Fueros, mientras que sus oponentes replicaban que quedaba por desarrollar la parte del texto que hablaba de la modificación indispensable de los Fueros, conforme al principio de unidad constitucional».
La Ley de Confirmación de Fueros constaba únicamente de dos artículos:

Artículo 1.° Se confirman los fueros de las provincias Vascongadas y de Navarra, sin perjuicio de la unidad constitucional de la monarquía.
Art. 2.° El Gobierno, tan pronto como la oportunidad lo permita, y oyendo antes á las provincias Vascongadas y á Navarra, propondrá á las Cortes la modificación indispensable que en los mencionados fueros reclame el interés de las mismas, conciliado con el general de la nación y de la Constitución de la monarquía, resolviendo entre tanto provisionalmente, y en la forma y sentido expresados, las dudas y dificultades que puedan ofrecerse, dando de ello cuenta á las Cortes.

En defensa de la ley el ministro de Gracia y Justicia Lorenzo Arrazola argumentó intentando ganarse el apoyo de los defensores de los fueros lo siguiente:

Creo que se salva la unidad constitucional, habiendo un solo rey constitucional para todas las provincias, un mismo poder legislativo, una representación nacional común… Salvando la constitución puede darse a las Provincias lo que reclaman.

Y en los medios fueristas la ley fue interpretada como una renovación del antiguo «pacto» con la Corona, ahora con las Cortes. Así lo entendió el futuro fuerista intransigente Fidel Sagarmínaga que puso al mismo nivel la ley y la Constitución:

De esta suerte se mantenía la observancia de la Constitución en la generalidad de la Monarquía, pero limitándola en las Provincias Vascongadas, en los términos establecidos por una ley especial, que tenía el mismo valor que aquella Constitución.

## La aplicación de la ley: la «ley paccionada» de Navarra y el «fuerismo» vasco
En Navarra se llegó rápidamente a un acuerdo para la aplicación de la ley ―el llamado «arreglo foral»― entre la Diputación y el Gobierno central, que se convirtió en la ley de modificación de los Fueros de Navarra de 16 de agosto de 1841. «Esta mal llamada ley paccionada supuso la desaparición de casi todo su antiguo régimen foral y de las instituciones del Viejo Reino, convertido en provincia; pero, al mismo tiempo, permitió el surgimiento de una nueva foralidad, que se sustentaba en el reforzamiento de la Diputación provincial (luego rebautizada como foral) y el Convenio Económico con el Estado, muy beneficioso para Navarra. Dicha ley (vigente hasta la Ley de Amejoramiento del Fuero de 1982) le otorgó una gran estabilidad institucional, de modo que no cabe hablar de un problema navarro en el siglo XIX».
En cambio en Álava, Guipúzcoa y Vizcaya no se llegó a alcanzar ningún acuerdo sobre el «arreglo foral», por lo que su situación legal fue bastante peculiar: las Juntas y Diputaciones forales siguieron existiendo ―incrementando sus competencias sobre los municipios―, así como la exención de quintas y de impuestos (en estos dos aspectos «las provincias forales fueron más exentas que nunca», ha advertido José Luis de la Granja). El liberal guipuzcoano Fermín Lasala y Collado escribió:

Pedir impuesto y quinta en forma constitucional era peligroso según creían [los gobiernos de Madrid]; pedir donativo y tercio en forma foral desdoro para el nuevo régimen.... El resultado iba siendo que inevitablemente los vascongados se desacostumbraban con gusto de todo servicio.

Sin embargo, el Real Decreto de 4 de julio de 1844 introdujo algunas modificaciones importantes en el régimen foral vasco: se puso fin a la justicia propia, las aduanas fueron trasladadas a la costa y a la frontera, y, lo más importante, se suprimió el «pase foral». La supresión del pase foral se justificó «por ser depresivo de la potestad de las Cortes, de la autoridad del Gobierno Supremo, de la fuerza de la cosa juzgada, y de la independencia de los tribunales a la administración de justicia; y sobre todo, por ser incompatible con la unidad constitucional, que siempre debe quedar salva, por lo dispuesto en la ley de 25 de octubre de 1839».
A pesar de todo, como ha indicado Luis Castells, el decreto de 1844 «dejó subsistente una parte sustancial del entramado que venía caracterizando al régimen foral de las provincias vascas. Permanecieron sus instituciones propias (Juntas Generales, Diputaciones), con notables competencias, siguió sin contribuirse a la Hacienda Pública y sin enviar hombres al servicio de armas; es decir, el País Vasco mantuvo lo que hoy [2003] llamaríamos un alto grado de autonomía y un techo competencial muy elevado. [...] El régimen foral mantuvo durante ese tiempo [1844-1876] una extraordinaria vitalidad y, adaptándose a los tiempos que se preveían de crisis, se fortaleció para disfrutar sus instituciones de una importante y amplia capacidad de decisión». «Sin embargo, diversos incidentes mostrarían la precariedad del equilibrio establecido entre la concepción centralizadora de los gobiernos y de gran parte de la opinión pública española, de un lado; y el particularismo de la organización foral de otro», ha puntualizado Juan José Solozábal.
A los liberales moderados vascos partidarios de mantener la situación a medio camino entre el régimen foral y la Constitución se les llamó «fueristas» ―su divisa fue precisamente «Fueros y Constitución»―. Ellos fueron los que  llevaron a cabo la ‘’táctica dilatoria’’ para impedir que se aprobara una ley similar a la de Navarra de 1841, postergando así indefinidamente el «arreglo foral» y «esgrimiendo el argumento carlista como chantaje (el peligro de una nueva guerra carlista)».

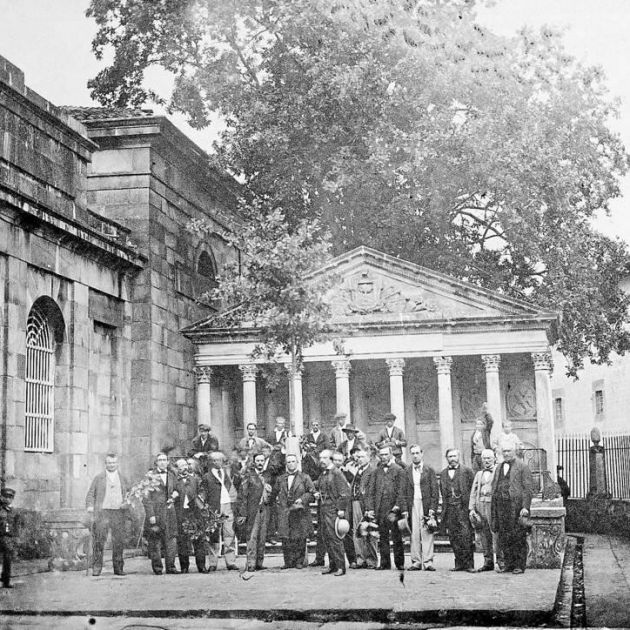
Casa de Juntas de Guernica junto al Árbol de Guernica, con los miembros de las Juntas Generales de Vizcaya en 1866.

También fueron los fueristas los que acentuaron el particularismo vasco inventando la «tradición vasca», a la que dotaron de los símbolos y mitos que después pasarían al nacionalismo vasco, como el himno Gernikako Arbola, creado en 1853, o el mito de Aitor, patriarca del linaje vasco, una creación del vascofrancés Joseph Augustin Chaho (1843). Al mismo tiempo se desarrolló un fuerismo literario con obras «que recreaban un pasado vasco mítico y heroico» ―y cuyo objetivo era, como se dijo entonces, «inflamar la imaginación de los pueblos»―, entre las que destacaron Tradiciones vasco-cántabras (1866) de Juan Venancio Araquistáin y Amaya o los vascos en el siglo VIII (1877; 1879) de Francisco Navarro Villoslada ―esta última, una «novela histórica que se ha de convertir en uno de los textos de mayor eficacia en la formación de la conciencia nacionalista», según Antonio Elorza―.
Por otro lado, marcó un hito en la formación de una «conciencia prenacional» vasca que en un debate parlamentario en el Senado en 1864 el fuerista Pedro de Egaña utilizara el término «nacionalidad» para referirse a la «organización especial» de las Vascongadas, aunque sin poner en absoluto en duda a la «nación española», «un claro ejemplo de la existencia de un doble patriotismo, a la vez vasco y español» entre los fueristas, ha apuntado José Luis de la Granja.